# 갑천면
갑천면(甲川面)은 강원특별자치도 횡성군 북쪽에 위치한 면이다. 넓이는 123.6km2이고, 인구는 2016년 기준으로 2,288명이다.

## 연혁
- 마한시대 : 진한에 속했으며 태기왕이 계천을 지날 때 갑옷을 씻었다하여 갑천(甲川)이라 칭함
- 1885년 (조선 고종 32년) : 전국 행정구역 개편 때 횡성군으로 편입
- 1974년 7월 : 행정구역 개편 (법정리 14개, 행정리 20개로 구분)
- 2000년 1월 : 횡성댐 건설로 행정구역 개편 (법정리 13개, 행정리 19개로 구분)
- 2005년 12월 : 행정구역 개편 (법정리 14개, 행정리 19개로 구분)

## 행정 구역
| 법정리   | 한자명   | 행정리                    | 비고            |
| -------- | -------- | ------------------------- | --------------- |
| 구방리   | 舊坊里   | 구방1리, 구방2리          |                 |
| 대관대리 | 大官垈里 | 대관대리                  |                 |
| 매일리   | 梅日里   | 매일1리, 매일2리, 매일3리 | 면사무소 소재지 |
| 병지방리 | 兵之坊里 | 병지방1리, 병지방2리      |                 |
| 부동리   | 釜洞里   | -                         | 거주 인구 없음  |
| 삼거리   | 三巨里   | 삼거리                    |                 |
| 상대리   | 上臺里   | 상대리                    |                 |
| 율동리   | 栗洞里   | 율동리                    |                 |
| 전촌리   | 筌村里   | 전촌리                    |                 |
| 중금리   | 中金里   | 중금리                    |                 |
| 추동리   | 秋洞里   | 추동리                    |                 |
| 포동리   | 浦洞里   | 포동1리, 포동2리          |                 |
| 하대리   | 下臺里   | 하대1리, 하대2리          |                 |
| 화전리   | 花田里   | 화전리                    |                 |